# Hekou, Dongying
Hekou är ett stadsdistrikt i Dongying i Shandong-provinsen i norra Kina.